# Etymon (sång)
Etymon, skriven av Bobby Ljunggren, Ingela Forsman och Henrik Wikström, är det bidrag som Sonja Aldén (då med artistnamnet "Sonya") framträdde med i den svenska Melodifestivalen 2006. Bidraget slutade på femte plats vid deltävlingen i Karlstad den 25 februari 2006 och slogs ut. Etymon släpptes 2006 även på singel. Den testades också på Svensktoppen men tog sig aldrig in på listan. På den svenska singellistan placerade sig singeln på 35:e plats. Den spanska artisten Rosa spelade in låten med spansk text senare under året och gav ut den i Spanien. 

## Låtlista
1. Etymon (radioversion)
2. Etymon (singbackversion)

## Listplaceringar
| Lista (2006) | Topplacering |
| ------------ | ------------ |
| Sverige      | 35           |

### Fotnoter
1. ↑  ”Etymon” (på engelska). Swedishcharts. 11 mars 2006. http://www.swedishcharts.com/showitem.asp?interpret=Sonya&titel=Etymon&cat=s. Läst 13 augusti 2007.